# Vinko Može
Vinko Može, slovenski gospodarstvenik, * 29. februar 1948, Štorje, Slovenija.
Po končanem osnovnem in srednjem izobraževanju se je vpisal na Fakulteto za gradbeništvo Univerze v Ljubljani in za svoje diplomsko delo prejel Prešernovo priznanje. Leta 1975 se je zaposlil na Republiškem sekretariatu za notranje zadeve kot inšpektor za tehnično urejanje prometa.
Leta 1978 je prevzel vodenje oddelka za varnost prometa ter na tem delovnem mestu vodil in usklajeval delo milice na področju varnosti prometa v Republiki Sloveniji. Leta 1987 je bil imenovan za glavnega direktorja podjetja Aerodrom Ljubljana, kjer je uspešno izpeljal projekt razvoja in lastninskega preoblikovanja družbe. Od leta 1997 do 2007 je bil predsednik uprave družbe.
Dva mandata je bil predsednik Združenja za promet in zveze pri GZS, en mandat pa član Upravnega odbora GZS. Aktivno je sodeloval tudi na lokalni ravni. Od leta 2002 do 2007 je bil predsednik Akademske športne zveze Olimpija Ljubljana. Za svoje dolgoletno strokovno delo je leta 2002 prejel nagrado GZS kot visoko priznanje za izjemne dosežke trajnejšega pomena v gospodarstvu. Med njegovem vodenjem je Aerodrom Ljubljana prejel nagrado Rejting leta, ki je bila dodeljena trem podjetjem z najboljšo bonitetno oceno v Sloveniji.